# Pierre Salik
Pour les articles homonymes, voir Salik (homonymie).
Pierre Salik (né à Charleroi le 22 avril 1930, mort le 17 janvier 2025) est un homme d'affaires belge. Il est connu pour avoir hérité de la société de textile de son père spécialisée dans la production de jeans. L'homme d'affaires, domicilié à Monaco, est aussi un collectionneur de peintures de grands maîtres. 

## Biographie
Pierre Salik est né à Charleroi le 22 avril 1930. Fils de Jacob Salik et Esther née Dembsky, il a une sœur Clara Salik née dans la même ville.

## L'entreprise Salik

### La création
L'entreprise de textile Salik voit le jour en 1926 lorsque Jacob Salik entame un commerce de détail. Mais la guerre l'oblige, en 1940, à fermer ses établissements et à se réfugier en Suisse avec toute sa famille. Il ne revient en Belgique qu'en 1946 où il reprend les affaires.
De retour à Bruxelles, Jacob Salik entame un commerce de textile en gros et demi-gros qui se développe rapidement. En 1947, l'importation et la vente sont l'essentiel de l'activité de l'entreprise.
En 1948, Jacob Salik décide de changer son activité et remplace l'importation par la production en Belgique. Le succès conduit à la décision, dix ans plus tard, de changer le statut de l'entreprise en Société anonyme.
L'entreprise se développe alors jusqu'à devenir de portée internationale entamant en 1953 une production de vêtements en cuir et daim que la société exporte dans le monde entier, y compris l'URSS et les États-Unis.

### Le passage de flambeau
À la suite du décès de leur père en 1964,  Pierre Salik et sa sœur deviennent propriétaires de l'entreprise.  La conjoncture permet à Pierre Salik et à son équipe de lui donner, en quelques années, une place importante sur le plan international.
Dans les années 1970, le succès est au rendez-vous notamment grâce à la première campagne de publicité de la marque Salik dont le slogan est alors « Terrific Salik Jeans ».

## Investisseur
Le 7 juillet 2010, Pierre Salik a annoncé avoir franchi les seuils de 5 % du capital et des droits de vote de la société spécialisée dans les énergies renouvelables Theolia.
Avec son partenaire, Michel Meeus, il détient des participations importantes dans la compagnie pétrolière Cadogan Energy Solutions PLC.

## Controverses
Le nom de Pierre Salik a été mentionné dans les dossiers judiciaires par le passé. Ce fut le cas avec l'enlèvement du baron Empain. Pierre Salik est, le 1er mars 1978, le contact choisi par les ravisseurs du baron Edouard-Jean Empain pour déjouer la surveillance téléphonique de la police française.
Il a souvent été associé à des feuilletons judiciaires. Il est condamné par la justice belge en mars 1987, pour fraude fiscale et prendra cinq ans de prison ferme, réduits à trois quelques mois plus tard . Il est ensuite cité au cœur de l'affaire de la faillite « Kid Cool », une société de vêtements pour enfants. Il a été inculpé en 2002 des chefs de corruption, de faux et usage de faux pour lesquels, le délai de prescription ayant été atteint en 2013, cette affaire judiciaire bénéficie d'un non-lieu.
Le texte peut changer fréquemment, n’est peut-être pas à jour et peut manquer de recul. 
Le titre et la description de l'acte concerné reposent sur la qualification juridique retenue lors de la rédaction de l'article et peuvent évoluer en même temps que celle-ci.
Il est cité dans une affaire de corruption présumée concernant l'achat d'une carte de résidence dans la principauté, qui impliquerait des agents de la Sûreté monégasque, ceci afin d'échapper à la pression fiscale belge.

## Collectionneur d'art
L'homme d'affaires possède une vaste collection de peintures de grands maîtres. En 2015, il a vendu des œuvres de Monet, Magritte, Francis Bacon, Amedeo Modigliani, et Alberto Giacometti,,.